# 1998-as Eurovíziós Dalfesztivál
Az 1998-as Eurovíziós Dalfesztivál volt a negyvenharmadik Eurovíziós Dalfesztivál, melynek a nagy-britanniai Birmingham adott otthont. A helyszín a birminghami National Indoor Arena volt.

## A résztvevők
Olaszország műsorszolgáltatója, a RAI úgy döntött, hogy többé nem vesz részt a versenyen. Egészen 2011-ig ezt be is tartották.
Ausztria, Bosznia-Hercegovina, Dánia, Izland és Oroszország kényszerült kihagyni ezt az évet. A helyükre visszatért az előző versenyt kihagyó Belgium, Finnország, Izrael, Románia, Szlovákia, valamint Macedónia, mely 1996-ban részt vett a selejtezőben, de kiesett. Összesen huszonöt dal versenyzett.
Másodszor vett részt a versenyen a horvát Danijela Martinović, aki 1995-ben a hatodik helyen végzett, ezúttal pedig ötödikként zárt.
A magyar résztvevő Charlie volt, akit a Magyar Televízió szakmai zsűrije – Bánki Iván, az Eurovíziós Szórakoztató Bizottságának magyar delegáltja, Malek Miklós, zeneszerző és Koltay Gergely, az MTV zenei főszerkesztője – választott ki a dalszerzői pályázatra beérkezett 17 műből. A holnap már nem lesz szomorú című dal az elvárások ellenére mindössze négy ponttal a huszonharmadik helyen végzett. Habár Magyarország részt vehetett volna a következő versenyen, és a kezdeti elképzelések szerint a Magyar Rádió Sztárkereső című műsora szolgált volna a következő induló megtalálására, az MTV egészen 2005-ig nem csatlakozott újból a dalverseny mezőnyéhez.
Óriási médiaérdeklődés övezte az izraeli induló, a transzszexuális Dana International szereplését. A dalverseny történetének eddigi egyetlen transzszexuális résztvevője végül győztesen távozott. Később 2014-ben tudott az osztrák Conchita Wurst győzedelmeskedni a versenyen, aki egy meleg férfiként női ruhában, sminkben és szakállal állt színpadra. Sokan tévesen transzszexuálisnak nevezték.

## A verseny
Az est házigazdái Ulrika Jonsson és Terry Wogan voltak. Utóbbi emellett még a BBC kommentátori feladatát is ellátta, mint minden évben 1980 óta.
A verseny történetében eddig utoljára volt a helyszínen zenekar. Az országokra volt bízva, hogy igénybe vették-e, vagy pedig felvételről szólt a zenei alap. Emellett ez volt az utolsó év, amikor még érvényben volt a nyelvhasználatot korlátozó szabály.
Nagy feltűnést keltett a németek Stefan Raab által írt dala. Az énekes, Guildo Horn, akkoriban szokatlan, komikus előadást mutatott be. A dal egy pontján levonult a színpadról a közönség soraiba, majd pedig felmászott az egyik díszletre.
A verseny után kis módosítást kellett végezni a végső pontszámokon, ugyanis Spanyolország egy technikai hiba miatt nulla pontot adott Németországnak, pedig valójában tizenkettőt kellett volna a spanyol szavazatok alapján.
A verseny Magyarországon élőben volt látható az MTV 1-en. A közvetítés kommentátora Gundel Takács Gábor volt, a magyar zsűri pontjait Héder Barna ismertette.

## A szavazás
A szavazási rendszer megegyezett az 1980-as versenyen bevezetettel. Minden ország a kedvenc tíz dalára szavazott, melyek 1–8, 10 és 12 pontot kaptak. A szóvivők növekvő sorrendben hirdették ki a pontokat.
Az országok többsége telefonos szavazást használt, csak Magyarország, Románia és Törökország alkalmazott zsűrit.
Svájc pont nélkül zárta a versenyt, a hagyományos pontozási rendszer során először. Görögország szintén pont nélkül zárt volna, a Ciprustól kapott 12 pont nélkül.
A magyar szóvivő Héder Barna volt. Emlékezetes módon elnyerte a közönség tetszését, mikor a műsorvezetőnőnek adta a 12 pontot. (lásd: További információk.) A német pontokat Nena, az ismert énekesnő mondta be, a francia eredményeket pedig az 1977-es Eurovíziós Dalfesztivál győztese, Marie Myriam ismertette.
A szavazás során Ulrika Jonsson követett el egy emlékezetes hibát. Mikor megtudta, hogy a holland pontokat kihirdető hölgy már maga is részt vett a versenyen, illetlennek tűnően visszakérdezett: "Jó rég volt már, nemde?" – mire a közönség nagy nevetésben tört ki. Valójában Conny van den Bos (aki 1965-ben képviselte Hollandiát) maga mondta, hogy sok évvel ezelőtt szerepelt, ez azonban nem hallatszott a közönség zajától, csak Ulrika megjegyzése.
A szavazás rendkívül izgalmasan alakult. Málta, Izrael és az Egyesült Királyság volt harcban az első helyért. Az először részt vevő Macedóniára hárult a feladat, hogy eldöntse a versenyt hármójuk között. Először Izrael neve hangzott el, akik 8 pontot kaptak, ekkor eldőlt hogy a britek már nem nyerhetnek, hiába kaptak utána 10 pontot. Málta a 12 ponttal megnyerte volna a versenyt, de az macedónok Horvátországnak adták azt, így Málta csak a harmadik lett, az Egyesült Királyság második, és Izrael győzött. Izrael – az ország fennállásának ötvenedik évfordulóján – 1978 és 1979 után harmadszor nyerte meg a versenyt. Dana International Diva című dala Európa-szerte nagy sláger lett. Egyben ez volt az első alkalom, hogy egy visszatérő ország végzett az első helyen. Ezt követően visszatérő országként győzött 2016-ban Ukrajna, valamint 2017-ben Portugália.
Az Egyesült Királyságnak ez volt a rekordnak számító tizenötödik második helye. 1997 után sorozatban másodszor mindegyik országtól kaptak pontot.

## Térkép

Részt vevő országok
Országok, melyek korábban részt vettek, de ebben az évben nem

## Eredmények
| #  | Ország             | Nyelv    | Előadó               | Dal                           | Magyar fordítás             | Helyezés | Pontszám |
| -- | ------------------ | -------- | -------------------- | ----------------------------- | --------------------------- | -------- | -------- |
| 01 | Horvátország       | horvát   | Danijela             | Neka mi ne svane              | A hajnal talán sosem jön el | 5.       | 131      |
| 02 | Görögország        | görög    | Thalassa             | Mia krifi evesthisia          | Egy rejtett érzék           | 20.      | 12       |
| 03 | Franciaország      | francia  | Marie-Line           | Où aller                      | Hová menni                  | 24.      | 3        |
| 04 | Spanyolország      | spanyol  | Mikel Herzog         | ¿Qué voy a hacer sin ti?      | Mit csinálnék nélküled?     | 16.      | 21       |
| 05 | Svájc              | német    | Gunvor               | Lass’ ihn                     | Hagyd őt                    | 25.      | 0        |
| 06 | Szlovákia          | szlovák  | Katarína Hasprová    | Modlitba                      | Imádság                     | 21.      | 8        |
| 07 | Lengyelország      | lengyel  | Sixteen              | To takie proste               | Olyan könnyű                | 17.      | 19       |
| 08 | Izrael             | héber    | Dana International   | Diva                          | Díva                        | 1.       | 172      |
| 09 | Németország        | német    | Guildo Horn          | Guildo hat euch lieb!         | Guildo szeret titeket!      | 7.       | 86       |
| 10 | Málta              | angol    | Chiara               | The One That I Love           | Az, akit szeretek           | 3.       | 165      |
| 11 | Magyarország       | magyar   | Charlie              | A holnap már nem lesz szomorú | —                           | 23.      | 4        |
| 12 | Szlovénia          | szlovén  | Vili Resnik          | Naj bogovi slišijo            | Hadd hallják az istenek     | 18.      | 17       |
| 13 | Írország           | angol    | Dawn Martin          | Is Always Over Now?           | Most ér véget az öröklét?   | 9.       | 64       |
| 14 | Portugália         | portugál | Alma Lusa            | Se eu te pudesse abraçar      | Ha megölelhetnélek          | 12.      | 36       |
| 15 | Románia            | román    | Mălina Olinescu      | Eu cred                       | Hiszem                      | 22.      | 6        |
| 16 | Egyesült Királyság | angol    | Imaani               | Where Are You?                | Hol vagy?                   | 2.       | 166      |
| 17 | Ciprus             | görög    | Mihálisz Hadzijánisz | Jéneszisz                     | Származás                   | 11.      | 37       |
| 18 | Hollandia          | holland  | Edsilia              | Hemel en aarde                | Menny és Föld               | 4.       | 150      |
| 19 | Svédország         | svéd     | Jill Johnson         | Kärleken är                   | A szerelem...               | 10.      | 53       |
| 20 | Belgium            | francia  | Mélanie Cohl         | Dis oui                       | Mondj igent                 | 6.       | 122      |
| 21 | Finnország         | finn     | Edea                 | Aava                          | Nyílt vidék                 | 15.      | 22       |
| 22 | Norvégia           | norvég   | Lars A. Fredriksen   | Alltid sommer                 | Örökké nyár                 | 8.       | 79       |
| 23 | Észtország         | észt     | Koit Toome           | Mere lapsed                   | A tenger gyermekei          | 12.      | 36       |
| 24 | Törökország        | török    | Tüzmen               | Unutamazsın                   | Nem tudsz felejteni         | 14.      | 25       |
| 25 | Macedónia          | macedón  | Vlado Janevszki      | Ne zori, zoro                 | Hajnal, ne jöjj el          | 19.      | 16       |

## Ponttáblázat
| Piros: Telefonos szavazás Kék: Zsűri | Szavazók | Szavazók     | Szavazók    | Szavazók      | Szavazók      | Szavazók | Szavazók  | Szavazók      | Szavazók | Szavazók    | Szavazók | Szavazók     | Szavazók  | Szavazók | Szavazók   | Szavazók | Szavazók           | Szavazók            | Szavazók  | Szavazók   | Szavazók | Szavazók   | Szavazók | Szavazók   | Szavazók    | Szavazók  |
| Piros: Telefonos szavazás Kék: Zsűri | Össz     | Horvátország | Görögország | Franciaország | Spanyolország | Svájc    | Szlovákia | Lengyelország | Izrael   | Németország | Málta    | Magyarország | Szlovénia | Írország | Portugália | Románia  | Egyesült Királyság | Ciprusi Köztársaság | Hollandia | Svédország | Belgium  | Finnország | Norvégia | Észtország | Törökország | Macedónia |
| ------------------------------------ | -------- | ------------ | ----------- | ------------- | ------------- | -------- | --------- | ------------- | -------- | ----------- | -------- | ------------ | --------- | -------- | ---------- | -------- | ------------------ | ------------------- | --------- | ---------- | -------- | ---------- | -------- | ---------- | ----------- | --------- |
| Horvátország                         | 131      |              | 5           | 8             | 1             | 5        | 10        | 6             | 10       | 10          | 10       |              | 12        | 3        | 2          |          | 2                  | 7                   | 4         | 3          | 5        | 3          | 6        | 3          | 4           | 12        |
| Görögország                          | 12       |              |             |               |               |          |           |               |          |             |          |              |           |          |            |          |                    | 12                  |           |            |          |            |          |            |             |           |
| Franciaország                        | 3        |              |             |               |               |          |           |               |          |             |          |              |           |          |            |          |                    | 1                   |           |            |          |            |          |            |             | 2         |
| Spanyolország                        | 21       | 1            |             | 4             |               | 6        |           |               | 3        |             |          |              |           |          |            |          |                    | 4                   |           |            | 3        |            |          |            |             |           |
| Svájc                                | 0        |              |             |               |               |          |           |               |          |             |          |              |           |          |            |          |                    |                     |           |            |          |            |          |            |             |           |
| Szlovákia                            | 8        | 8            |             |               |               |          |           |               |          |             |          |              |           |          |            |          |                    |                     |           |            |          |            |          |            |             |           |
| Lengyelország                        | 19       |              |             | 2             |               |          |           |               |          | 5           |          | 2            |           |          |            | 10       |                    |                     |           |            |          |            |          |            |             |           |
| Izrael                               | 172      |              | 10          | 12            | 10            | 10       |           | 10            |          | 7           | 12       |              | 7         | 6        | 12         | 7        | 5                  | 10                  | 6         | 5          | 10       | 10         | 3        | 7          | 5           | 8         |
| Németország                          | 86       |              | 3           |               | 12            | 12       |           |               |          |             |          |              | 8         | 8        | 10         | 6        | 6                  |                     | 12        |            | 7        | 1          |          | 1          |             |           |
| Málta                                | 165      | 7            | 6           | 6             | 5             | 8        | 12        | 8             | 7        | 8           |          | 7            | 3         | 12       | 5          |          | 12                 | 5                   | 8         | 6          | 8        | 5          | 12       | 5          | 10          |           |
| Magyarország                         | 4        |              |             | 1             |               |          |           |               |          |             |          |              |           |          |            | 1        |                    |                     |           |            |          |            | 2        |            |             |           |
| Szlovénia                            | 17       | 3            | 2           |               |               |          |           |               |          |             |          |              |           |          |            | 5        |                    |                     |           |            |          | 4          |          |            | 3           |           |
| Írország                             | 64       | 2            |             |               |               | 2        | 4         | 2             |          | 2           | 6        | 6            | 1         |          | 1          | 8        | 8                  |                     |           | 1          |          |            | 4        | 2          | 8           | 7         |
| Portugália                           | 36       |              | 1           | 10            | 6             |          | 2         |               | 2        |             | 2        |              |           |          |            |          |                    | 2                   |           |            | 1        |            |          |            | 6           | 4         |
| Románia                              | 6        |              |             |               |               |          |           |               | 6        |             |          |              |           |          |            |          |                    |                     |           |            |          |            |          |            |             |           |
| Egyesült Királyság                   | 166      | 12           | 7           | 3             | 3             | 3        | 1         | 7             | 12       | 1           | 8        | 10           | 5         | 5        | 6          | 12       |                    | 8                   | 7         | 7          | 6        | 8          | 5        | 8          | 12          | 10        |
| Ciprus                               | 37       | 4            | 12          |               |               |          | 5         |               | 1        |             | 1        | 1            |           |          | 4          | 4        | 3                  |                     |           |            | 2        |            |          |            |             |           |
| Hollandia                            | 150      | 10           | 8           | 5             | 4             | 7        | 6         | 5             | 8        | 6           | 7        | 12           |           | 10       | 7          |          | 10                 |                     |           | 8          | 12       | 7          | 8        |            | 7           | 3         |
| Svédország                           | 53       |              |             |               |               |          |           | 3             |          |             | 4        | 8            |           | 2        |            |          | 1                  |                     | 5         |            |          | 6          | 10       | 12         | 2           |           |
| Belgium                              | 122      |              | 4           | 7             | 7             | 4        | 7         | 12            | 5        | 4           | 3        | 3            | 6         | 7        | 8          |          | 7                  | 6                   | 10        | 2          |          |            | 7        | 6          | 1           | 6         |
| Finnország                           | 22       |              |             |               |               |          |           |               |          |             |          |              |           |          |            |          |                    |                     |           | 10         |          |            | 1        | 10         |             | 1         |
| Norvégia                             | 79       |              |             |               | 8             | 1        |           | 4             | 4        | 3           | 5        | 5            | 10        | 4        | 3          |          | 4                  | 3                   | 3         | 12         | 4        | 2          |          | 4          |             |           |
| Észtország                           | 36       |              |             |               | 2             |          | 8         | 1             |          |             |          | 4            | 2         | 1        |            |          |                    |                     | 2         | 4          |          | 12         |          |            |             |           |
| Törökország                          | 25       | 5            |             |               |               |          |           |               |          | 12          |          |              |           |          |            | 2        |                    |                     | 1         |            |          |            |          |            |             | 5         |
| Észak-Macedónia                      | 16       | 6            |             |               |               |          | 3         |               |          |             |          |              | 4         |          |            | 3        |                    |                     |           |            |          |            |          |            |             |           |

## Visszatérő előadók
| Előadó                     | Ország       | Előző év(ek)               |
| -------------------------- | ------------ | -------------------------- |
| Danijela Martinović        | Horvátország | 1995 (A Magazin tagjaként) |
| José Cid (Alma Lusa tagja) | Portugália   | 1980                       |